# پستانک (جانوران)

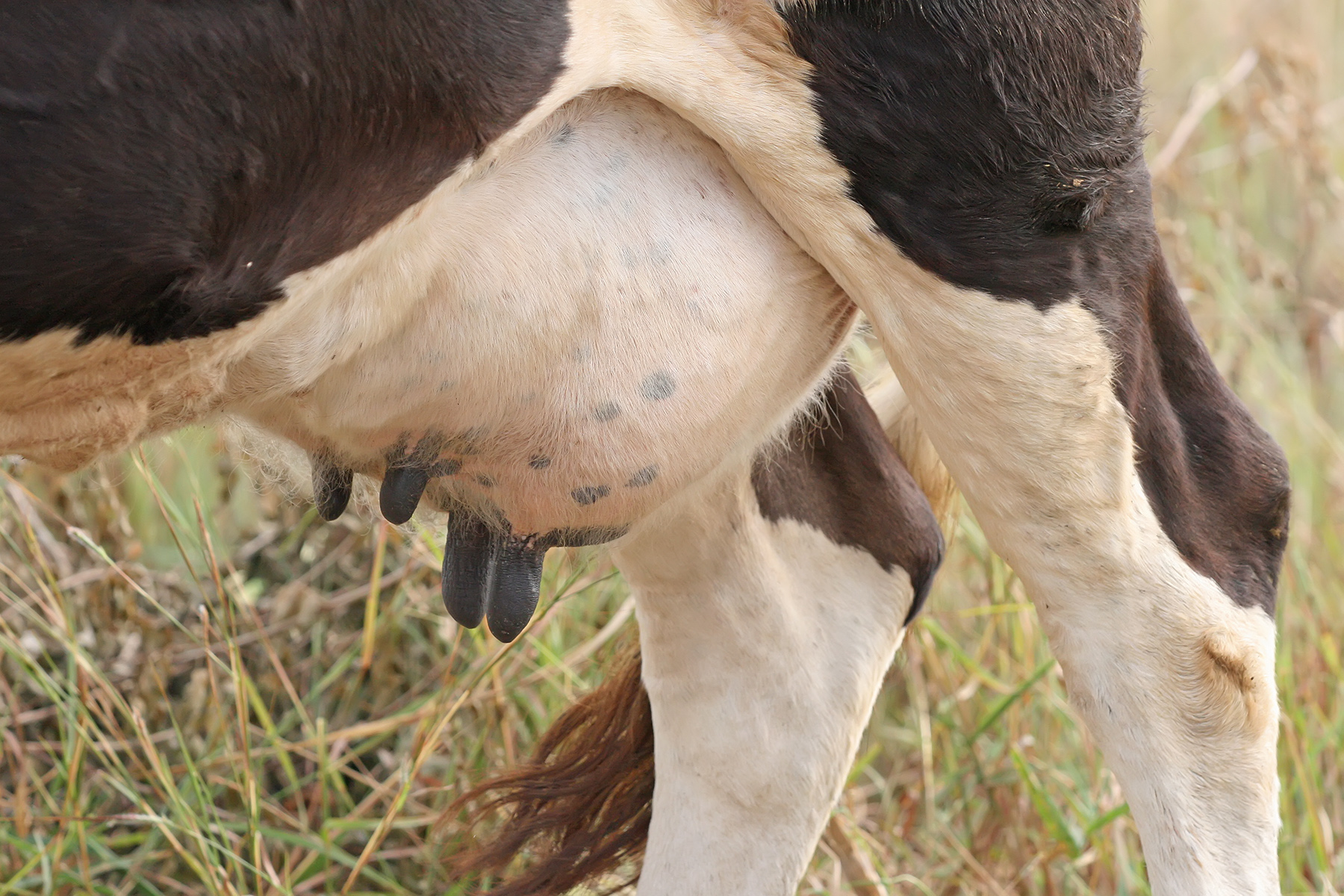
سرپستانک‌هایی که از پستان گاو بیرون زده‌اند

پستانک (به انگلیسی: Teat) برآمدگی از غده شیری پستانداران است که شیر از آن جریان می‌یابد یا به منظور تغذیه نوزادان بیرون می‌آید. در بسیاری از پستانداران، پستانک از پستان بیرون می‌زند. تعداد پستانک‌ها بستگی به گونه پستانداران متفاوت است و اغلب با اندازه متوسط توله آن جانور هماهنگی دارد. در برخی موارد، پستانک جانوران ماده به منظور مصرف انسان شیردوشی می‌شود.
کیفیت برخی از جانوران اهلی‌شده با ایجاد ویژگی‌های مورد نظر مانند اندازه و جایگاه پستانک تعیین می‌شود.

## تعداد پستانک در گونه‌ها
| گونه                                           | پستانک پیشین (قفسه سینه‌ای) | پستانک‌های میانی (شکمی) | پستانک پسین (کشاله رانی) | نعداد کل پستانک |
| ---------------------------------------------- | -------------------------- | ---------------------- | ------------------------ | --------------- |
| بز، گوسفند، اسب خوکچه هندی                     | ۰                          | ۰                      | ۲                        | ۲               |
| فیل‌ها، میمون‌سانیان                             | ۲                          | ۰                      | ۰                        | ۲               |
| خرس قطبی                                       | ۴                          | ۰                      | ۰                        | ۴               |
| شتر                                            | ۰                          | ۰                      | ۴                        | ۴               |
| گاو                                            | ۰                          | ۰                      | ۴                        | ۴               |
| خرس سیاه آمریکایی، خرس سیاه آسیایی، خرس گریزلی | ۴                          | ۰                      | ۲                        | ۶               |
| گربه                                           | ۲                          | ۲                      | ۴                        | ۸               |
| سگ                                             | ۴                          | ۲                      | ۲ یا ۴                   | ۸ یا ۱۰         |
| موش                                            | ۶                          | ۰                      | ۴                        | ۱۰              |
| موش صحرایی                                     | ۶                          | ۲                      | ۴                        | ۱۲              |
| خوک                                            | ۴                          | ۴                      | ۴                        | ۱۲              |